# Natalija Dawydowa
Natalija Anatolijiwna Dawydowa (ukr. Ната́лія Анато́ліївна Дави́дова; ur. 22 lipca 1985 w miejscowości Szerłowaja Gora) – ukraińska sztangistka, brązowa medalistka mistrzostw świata.
Zdobywczyni brązowego medalu w wadze lekkociężkiej na igrzyskach olimpijskich w Pekinie W 2016 roku pozbawiona medalu za stosowanie dopingu. 
Brązowa medalistka mistrzostw świata w Chiang Mai w 2007 roku. Trzykrotna medalistka mistrzostw Starego Kontynentu.

## Osiągnięcia
| Rok  | Zawody             | Miasto       | Miejsce | Kategoria | Wynik    |
| ---- | ------------------ | ------------ | ------- | --------- | -------- |
| 2005 | Mistrzostwa Europy | Sofia        | 3       | do 69 kg  | 242,5 kg |
| 2006 | Mistrzostwa Europy | Władysławowo | 2       | do 69 kg  | 241 kg   |
| 2007 | Mistrzostwa Europy | Strasburg    | 3       | do 69 kg  | 241 kg   |
| 2007 | Mistrzostwa świata | Chiang Mai   | 3       | do 69 kg  | 244 kg   |